# Salamon testamentuma
Salamon testamentuma ószövetségi apokrif irat.
Egyesek szerint keresztény szerző írhatta a művet a Kr. u. 3–4. század táján, aki az Ószövetséget vette mintának alapul. Az írás az angyalokról és a démonokról szól regény formájában.

## Magyarul
- Salamon testamentuma, ford. Struovics Andrea, In: Istenek, szentek, démonok Egyiptomban – Hellénisztikus és császárkori vallástörténeti szövegek, Szerk. Bugár István, Luft Ulrich, Kairosz Kiadó, Budapest, 2003, ISBN 963 9484 76 8, 355–391. o.